# Shen Congwen
Shen Congwen (ur. 28 grudnia 1902 w Tuojiang w prowincji Hunan, zm. 10 maja 1988 w Pekinie) – chiński pisarz (nowelista), pochodzący z grupy etnicznej Miao. Jego prawdziwe imię brzmiało Shen Yuehuan (沈岳焕).
W wieku 15 lat opuścił dom i przyłączył się wkrótce do lokalnego oddziału walczącego z militarystami w regionie rzeki Yuan Jiang. W ciągu kilku lat spędzonych w armii obserwował liczne potyczki zbrojne i życie wiejskie ludności Miao, które później stały się głównym tematem jego dzieł. Jego debiut pisarski miał miejsce w 1922 roku.
W 1923 roku przybył do Pekinu, gdzie rozpoczął studia na Uniwersytecie Pekińskim. Związał się tam ze środowiskiem literackim skupionym wokół Ruchu 4 Maja, podejmując współpracę z lewicowymi pisarzami takimi jak Ding Ling i Hu Yepin. W 1928 roku wyjechał do Szanghaju, gdzie pracował jako nauczyciel. 
Po powstaniu Chińskiej Republiki Ludowej w 1949 roku został poddany ostrej krytyce i zmuszony do przerwania kariery pisarskiej. Jego utwory określono jako "reakcyjne", głównie z powodu zawartych w nich wątków erotycznych. Objęty zakazem pisania poświęcił się studiom nad klasyczną chińską sztuką. W 1955 roku otrzymał pracę w Muzeum Pałacowym w Zakazanym Mieście, o którym w dwa lata później napisał książkę. Po rozpoczęciu rewolucji kulturalnej został w 1967 roku zesłany na wieś, gdzie pracował sprzątając toalety. Paradoksalnie z powodu sympatii lewicowych Shena jego twórczość była wówczas zakazana również na Tajwanie.
Zrehabilitowany w 1978 roku, podjął pracę w Instytucie Badań Historycznych Chińskiej Akademii Nauk Społecznych. W uznaniu jego zasług dla chińskiej literatury otrzymał od rządu w 1980 roku prywatną rezydencję. W latach 80. nastąpił wzrost zainteresowania jego zakazaną dotąd twórczością, kilka utworów sfilmowano.
Shen pisał fikcyjne nowele, osadzone w realiach idealizowanego życia wiejskiego jego rodzinnych stron. Do najbardziej znanych utworów należą: Fengzi (1932), Biancheng (1934), Changhe (1943).